# Palumeu
Der Palumeu (veraltet auch: Paloemeu) ist ein Fluss im Süden von Suriname im Distrikt Sipaliwini.
Er entspringt im Grenzgebirge mit Brasilien und nimmt nach Norden fließend zur linken Seite den Tapaje- und zur rechten den Makrutubach auf. Nordwärts durchbricht der Palumeu den westlichen Teil des Oranjegebirges und passiert zur linken den Kasikasima. In diesem Gebiet bildet er zahlreiche Stromschnellen und Wasserfälle. 
Im weiteren Verlauf fließt er entlang kleinerer Dörfer und vereinigt sich bei dem gleichnamigen Dorf Palumeu, der vor allem von Tiriyos bewohnt wird, mit dem Ober-Tapanahony. Beim Zusammenfluss vom Ober-Tapanahony mit dem Palumeu entsteht der Tapanahony.